# Kasganji összecsapás
A kasganji összecsapásra 2018. január 26-án került sor India Uttar Prades állam nyugati részén, Kasganj városában, mikor egy 22 éves kereskedelmi tanuló, Chandan Gupta életét vesztette egy olyan összecsapásban, mely a város muzulmánok által lakott részén tört ki. Erre India 69. köztársaság napi rendezvénye alkalmából engedély nélkül szervezett "Tiranga bicikliverseny" alatt került sor, melyet az Indiai Néppárt diákszárnya, az Akhil Bharatiya Vidyarthi rendezett meg.

## Előzmények
2018. január 26-án megrendeztek egy Tiranga yatra nevű eseményt, melynek a szervezői között ott voltak az RSS-hez kapcsolódó diákcsoport, az Akhil Bharatiya Vidyarthi Parishad (ABVP) tagjai is, hogy együtt emlékezzenek meg a köztársaság kikiáltásának 69. évfordulójáról. A bicikliversenyt előzetesen nem hagyták jóvá a helyi hatóságok. Az összecsapások akkor kezdődtek, miután Badu Nagar területén egy csoport ellenezte, hogy bizonyos szlogeneket a magasba emelve vigyenek biciklisták a Bilran-kapu környékéről induló Tiranga Yatra alatt. A rendőrök szerint azonban akkor tört ki az összecsapás, amikor egy másik csoport egyik tagját egy tőlük különböző csoport megpofozta. A 22 éves Chandan Guptát agyonlőtték, egy másik, Noushad nevű fiút pedig lábon ért találat miatt vittek kórházba. Gupta elhamvasztásáról visszafelé menet a gengszterek boltokat gyújtottak fel illetve rongáltak meg.

## Következmények
Az Uttar Pradesi Rendőrség egy speciális csoportot hozott létre. Adityanath jógi részvétét fejezte ki az összecsapásokban elhunytak iránt, és felszólította az embereket, hogy állítsák helyre a békét és a harmóniát. A kormány a kerületben befagyasztotta az internet-szolgáltatást. Január 28-án 81 embert vettek őrizetbe.
Dr Puja Shakun Pandét, a Hindu Mahasabha tagját, államminisztert megelőző célból saját házában őrizetben tartották.
Ram Naik kormányzója szerint a Kasganjban történt csoportos összecsapás szégyenfolt az állam számára.
A Bahujan Samaj Párt régebbi helyi vezetője és az állam egykori főminisztere, Mayawati a közösségi erőszak miatt az Indiai Néppártból kikerült kormányt tette felelőssé, és kritikával illette az államot irányító  Adityanath jógi kormányát is. Kalraj Mishra szerint az incidens nagyon szerencsétlen esemény volt.